# Delaware megye (New York)
Delaware megye az Amerikai Egyesült Államokban, azon belül New York államban található. Megyeszékhelye Delhi, legnagyobb városa Sidney. Lakosainak száma 44 308 fő (2020. április 1.). Delaware megye Wayne, Otsego, Schoharie, Greene, Ulster, Sullivan, Chenango és Broome megyékkel határos.

## Népesség
A megye népességének változása:
| Lakosok száma | 47 840 | 47 621 | 47 091 | 46 722 | 46 053 | 44 308 |
|               | 2010   | 2011   | 2012   | 2013   | 2015   | 2020   |